# Andy Ram
Andy Ram (hebreo: אנדי רם; nacido el 10 de abril de 1980 en Montevideo) es un extenista israelí de origen uruguayo.
Ha llegado a 16 finales en torneos de dobles, ganando en 9 oportunidades, la mayoría de ellos con su compañero Jonathan Erlich, también de Israel. Adicionalmente, en el 2003, Andy llegó a la final de dobles mixtos en Wimbledon, haciendo pareja con Anastasia Rodionova de Rusia. La pareja perdió contra la leyenda Martina Navratilova y el hindú Leander Paes. El mayor logro del dúo israelí fue alcanzando la semifinal del campeonato de Wimbledon, también en el 2003. Alcanzaron el octavo puesto en el ranking de la carrera de dobles a finales del 2005, sirviendo como alternativos de la Copa de Maestros realizada en Shanghái. Ram y Erlich representaron a Israel en los Juegos Olímpicos de Atenas 2004 alcanzando los cuartos de final.

## Copa Davis
Ram ha jugado en el equipo de Copa Davis de Israel entre el 2001 y 2007, llegando a ganar dos partidos en la victoria por 5 a 0 sobre Luxemburgo, y sus partidos de dobles en las victorias por 3 a 2 sobre los equipos de Italia y Chile (en este último caso, conjuntamente con Erlich vencieron a los campeones Olímpicos González y Massu).

## Olimpiadas
Ram y Erlich representaron a Israel en los Juegos Olímpicos del 2004, alcanzando los cuartos de final. Clasificados octavos, en la primera ronda vencieron a la dupleta sueca Thomas Enqvist y Robin Söderling por 7–5 y 6–3, luego a los rusos Andreev y Davydenko en la segunda ronda por 6–4 y 6–1. Finalmente, en los cuartos de final cayeron ante los alemanes Nicolas Kiefer y Rainer Schüttler en tres mangas, 6–2, 2–6, 2–6.

## Títulos de Grand Slam

### Campeón Dobles (1)
| Año  | Torneo          | Pareja          | Oponentes en la final         | Resultado  |
| 2008 | Australian Open | Jonathan Erlich | Arnaud Clément Michael Llodra | 7-5 7-6(4) |

### Campeón Dobles Mixto(2)
| Año  | Torneo        | Pareja         | Oponentes en la final             | Resultado |
| 2006 | Wimbledon     | Vera Zvonareva | Venus Williams Bob Bryan          | 6-3 6-2   |
| 2007 | Roland Garros | Nathalie Dechy | Katarina Srebotnik Nenad Zimonjić | 7-5 6-3   |

## Títulos (19; 0+19)

### Dobles (19)
| Leyenda                |
| Grand Slam (1)         |
| Tennis Masters Cup (0) |
| ATP Masters Series (3) |
| ATP Tour (15)          |

| N.º | Fecha                    | Torneo           | Superficie    | Pareja          | Oponente en la final                 | Resultado        |
| --- | ------------------------ | ---------------- | ------------- | --------------- | ------------------------------------ | ---------------- |
| 1.  | 27 de junio de 2003      | Indianápolis     | Dura          | Mario Ančić     | Diego Ayala Robby Ginepri            | 2-6 7-6(3) 7-5   |
| 2.  | 22 de septiembre de 2003 | Bangkok          | Dura          | Jonathan Erlich | Andrew Kratzmann Jarkko Nieminen     | 6-3 7-6(4)       |
| 3.  | 6 de octubre de 2003     | Lyon             | Moqueta       | Jonathan Erlich | Julien Benneteau Nicolas Mahut       | 6-1 6-3          |
| 4.  | 4 de octubre de 2004     | Lyon             | Moqueta       | Jonathan Erlich | Jonas Björkman Radek Štěpánek        | 7-6(2) 6-2       |
| 5.  | 14 de febrero de 2005    | Róterdam         | Dura          | Jonathan Erlich | Cyril Suk Pavel Vízner               | 6-4 4-6 6-3      |
| 6.  | 13 de junio de 2005      | Nottingham       | Césped        | Jonathan Erlich | Simon Aspelin Todd Perry             | 4-6 6-3 7-5      |
| 7.  | 2 de enero de 2006       | Adelaida         | Dura          | Jonathan Erlich | Paul Hanley Kevin Ullyett            | 7-6(4) 7-6(10)   |
| 8.  | 19 de junio de 2006      | Nottingham       | Césped        | Jonathan Erlich | Ígor Kunitsyn Dmitry Tursunov        | 6-3 6-2          |
| 9.  | 21 de agosto de 2006     | New Haven        | Dura          | Jonathan Erlich | Mariusz Fyrstenberg Marcin Matkowski | 6-3 6-3          |
| 10. | 1 de octubre de 2006     | Bangkok          | Dura          | Jonathan Erlich | Andy Murray Jamie Murray             | 6-2 2-6 10-4     |
| 11. | 13 de agosto de 2007     | Cincinnati TMS   | Dura          | Jonathan Erlich | Bob Bryan Mike Bryan                 | 6-1 6-4          |
| 12. | 26 de enero de 2008      | Australian Open  | Dura          | Jonathan Erlich | Arnaud Clément Michael Llodra        | 7-5 7-6(4)       |
| 13. | 22 de marzo de 2008      | Indian Wells TMS | Dura          | Jonathan Erlich | Daniel Nestor Nenad Zimonjić         | 6-4 6-4          |
| 14. | 12 de octubre de 2008    | Viena            | Dura          | Max Mirnyi      | Philipp Petzschner Alexander Peya    | 6-1 7-5          |
| 15. | 26 de octubre de 2008    | Lyon             | Moqueta       | Michael Llodra  | Stephen Huss Ross Hutchins           | 6-3 5-7 10-8     |
| 16. | 4 de abril de 2009       | Miami TMS        | Dura          | Max Mirnyi      | Ashley Fisher Stephen Huss           | 6-7(4) 6-2 10-7  |
| 17. | 18 de junio de 2011      | Eastbourne       | Césped        | Jonathan Erlich | Grigor Dimitrov Andreas Seppi        | 6-3 6-3          |
| 18. | 27 de agosto de 2011     | Winston-Salem    | Dura          | Jonathan Erlich | Christopher Kas Alexander Peya       | 7–6(2), 6–4      |
| 19. | 6 de mayo de 2012        | Belgrado         | Tierra batida | Jonathan Erlich | Martin Emmrich Andreas Siljeström    | 4–6, 6–2, [10–6] |

### Finalista en dobles (18)
- 2004: Chennai (junto a Jonathan Erlich pierden ante Rafael Nadal y Tommy Robredo).
- 2004: Róterdam (junto a Jonathan Erlich pierden ante Paul Hanley y Radek Štěpánek).
- 2005: Los Ángeles (junto a Jonathan Erlich pierden ante Rick Leach y Brian MacPhie).
- 2005: Montreal TMS (junto a Jonathan Erlich pierden ante Wayne Black y Kevin Ullyett).
- 2005: Bangkok (junto a Jonathan Erlich pierden ante Paul Hanley y Leander Paes).
- 2005: Viena (junto a Jonathan Erlich pierden ante Mark Knowles y Daniel Nestor).
- 2006: Róterdam (junto a Jonathan Erlich pierden ante Paul Hanley y Kevin Ullyett).
- 2006: Roma TMS (junto a Jonathan Erlich pierden ante Mark Knowles y Daniel Nestor).
- 2007: Las Vegas (junto a Jonathan Erlich pierden ante Bob Bryan y Mike Bryan).
- 2007: Indian Wells TMS (junto a Jonathan Erlich pierden ante Martin Damm y Leander Paes).
- 2007: Washington (junto a Jonathan Erlich pierden ante Bob Bryan y Mike Bryan).
- 2008: Cincinnati TMS (junto a Jonathan Erlich pierden ante Bob Bryan y Mike Bryan).
- 2009: Marsella (junto a Julian Knowle pierden ante Arnaud Clément y Michael Llodra).
- 2009: Indian Wells 1000 (junto a Max Mirnyi pierden ante Mardy Fish y Andy Roddick).
- 2009: Montreal 1000 (junto a Max Mirnyi pierden ante Mahesh Bhupathi y Mark Knowles).
- 2009: ATP World Tour Finals (junto a Max Mirnyi pierden ante Bob Bryan y Mike Bryan).
- 2010: París 1000 (junto a Mark Knowles pierden ante Mahesh Bhupathi y Max Mirnyi).
- 2012: Chennai (junto a Jonathan Erlich pierden ante Leander Paes y Janko Tipsarević).